# Chokei
Keizer Chōkei (長慶天皇, Chōkei-tennō, 1343 – 27 augustus 1394) was de 98e keizer van Japan, volgens de traditionele opvolgingsvolgorde.
Hij regeerde vanuit het zuidelijke hof tijdens de Nanboku-cho-periode. Zijn regeerperiode was van 29 maart 1368 tot 1383.
Chōkeis persoonlijke naam was Yutanari (寛成). Hij was de zoon van keizer Go-Murakami en Fujiwara Masako.

## Leven
Chōkeis volgde zijn vader op na diens dood. Hij werd gekroond in het huis van de hogepriester van de Sumiyoshi Taisha in Sumiyoshi, Osaka, waar het Zuidelijke hof zijn hoofdstad had gevestigd. Daar de macht van het Zuidelijke hof aan het verzwakken was ten tijde van Chōkeis troonsbestijging bleef het een tijd lang twijfelachtig of Chōkei wel echt tot keizer gekroond was. In 1926 werden zijn kroning en keizerschap officieel erkend.
Chōkei wilde een einde maken aan de rivaliteit met het Noordelijke hof, gerund door een andere tak van de Keizerlijke familie, maar hiervoor was het reeds te laat. In 1383 (volgens sommige bronnen 1384) trad hij af ten gunste van keizer Go-Kameyama.
Nadat beide hoven hun rivaliteit eindelijk staakten en weer als een hof verdergingen, trok Chōkei zich terug in Yoshino. Hier bleef hij tot zijn dood.

## Perioden
Zowel het Noordelijke als Zuidelijke hof hanteerden hun eigen tijdregistratie met het toekennen van namen aan bepaalde perioden. Derhalve valt Chōkeis regeerperiode afhankelijk van naar welke maatstaven wordt gemeten binnen andere tijdsperioden:
Maatstaven Zuidelijke hof
- Shōhei (1346-1370)
- Kentoku (1370-1372)
- Bunchū (1372-1375)
- Tenju (1375-1381)
- Kōwa (1381-1384)

Maatstaven Noordelijke hof
- Ōan (1368-1375)
- Eiwa (1375-1379)
- Kōryaku (1379-1381)
- Eitoku (1381-1384)

* Regent Jingu staat niet op de traditionele lijst.